# Vinya del Crispí

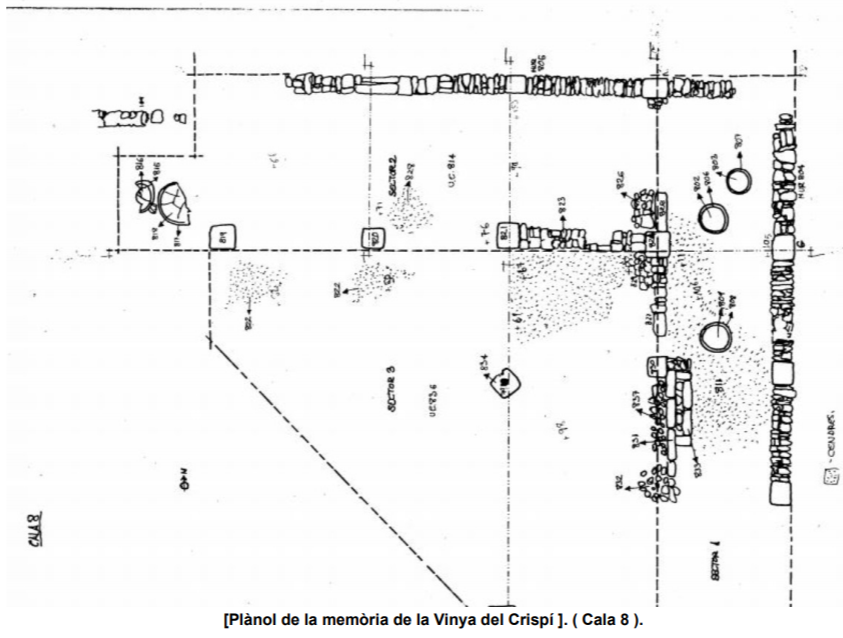
Planimetria vinya del Crispí, cala número 8

La vil·la romana de la Vinya del Crispí es troba a Torrefeta i Florejacs, a la comarca de la Segarra. La seva cronologia engloba des del 218 a.C fins al 450 dC

## Història de l'excavació
La intervenció arqueològica de la Vinya del Crispí va tenir lloc entre el 25 d'agost i el 26 de setembre del 1989. Es va tractar d'una excavació d'urgència degut al fet que el jaciment fou malmès per uns treballs d'extracció de terra sense prèvia planificació.

## Característiques del jaciment
El jaciment és d'una importància menor, a causa de la destrucció per part de la maquinària procedent de la construcció de la depuradora de Guissona que feia treball d'extracció de terra per la zona.
En les estructures excavades al jaciment es troben, restes d'un paviment d'opus signium amb un mur que el delimitava al vessant del turó, vestigis força malmesos d'un mur construït amb carreus de grans dimensions malmesos per la maquinària, dos dolia en un mur ubicat en direcció nord-sud i una zona industrial sustentada per pilastres de pedra que tancava pel nord-est.